# Radio SRF 3
Radio SRF 3 – szwajcarski kanał radiowy nadawany przez Schweizer Radio und Fernsehen (SRF), niemieckojęzyczną część publicznego nadawcy radiowo-telewizyjnego SRG SSR. Stacja powstała w 1983 jako DRS 3. Obecną nazwę otrzymała w grudniu 2012, podczas rebrandingu wszystkich niemieckojęzycznych mediów publicznych w Szwajcarii pod wspólną marką SRF. Ramówka stacji nastawiona jest na młodszych słuchaczy i opiera się głównie na muzyce popularnej z dodatkiem informacji. Specjalnością kanału są transmisje na żywo koncertów. 
W roku 2012 Radio SRF 3 zanotowało średnią słuchalność na poziomie 17,8%, co dało mu drugie miejsce wśród sześciu kanałów radiowych SRF. W niemieckojęzycznej części Szwajcarii stacja jest dostępna w przekazie naziemnym, a w całej Europie w niekodowanym przekazie satelitarnym z satelity Eutelsat Hot Bird 13B. Można jej także słuchać on-line. 